# Baiami glenelgi
Espèce
Baiami glenelgi est une espèce d'araignées aranéomorphes de la famille des Desidae.

## Distribution
Cette espèce est endémique du Victoria en Australie. Elle se rencontre vers Dartmoor.

## Description
La carapace des mâles mesure de 4,81 à 5,20 mm de long sur 3,46 à 3,81 mm de large, son abdomen de 4,32 à 4,53 mm de long. La carapace des femelles mesure de 4,78 à 4,92 mm de long sur 3,34 à 3,43 mm de large, son abdomen de 6,12 à 6,38 mm de long.

## Systématique et taxinomie
Cette espèce a été décrite par Gray en 1982.

## Étymologie
Son nom d'espèce lui a été donné en référence au lieu de sa découverte, la Glenelg  River.

## Publication originale
- Gray, 1982 : « A revision of the spider genus Baiami Lehtinen (Araneae, Amaurobioidea). » Records of the Australian Museum, vol. 33, p. 779-802 (texte intégral).